# Henryk Sokołowski

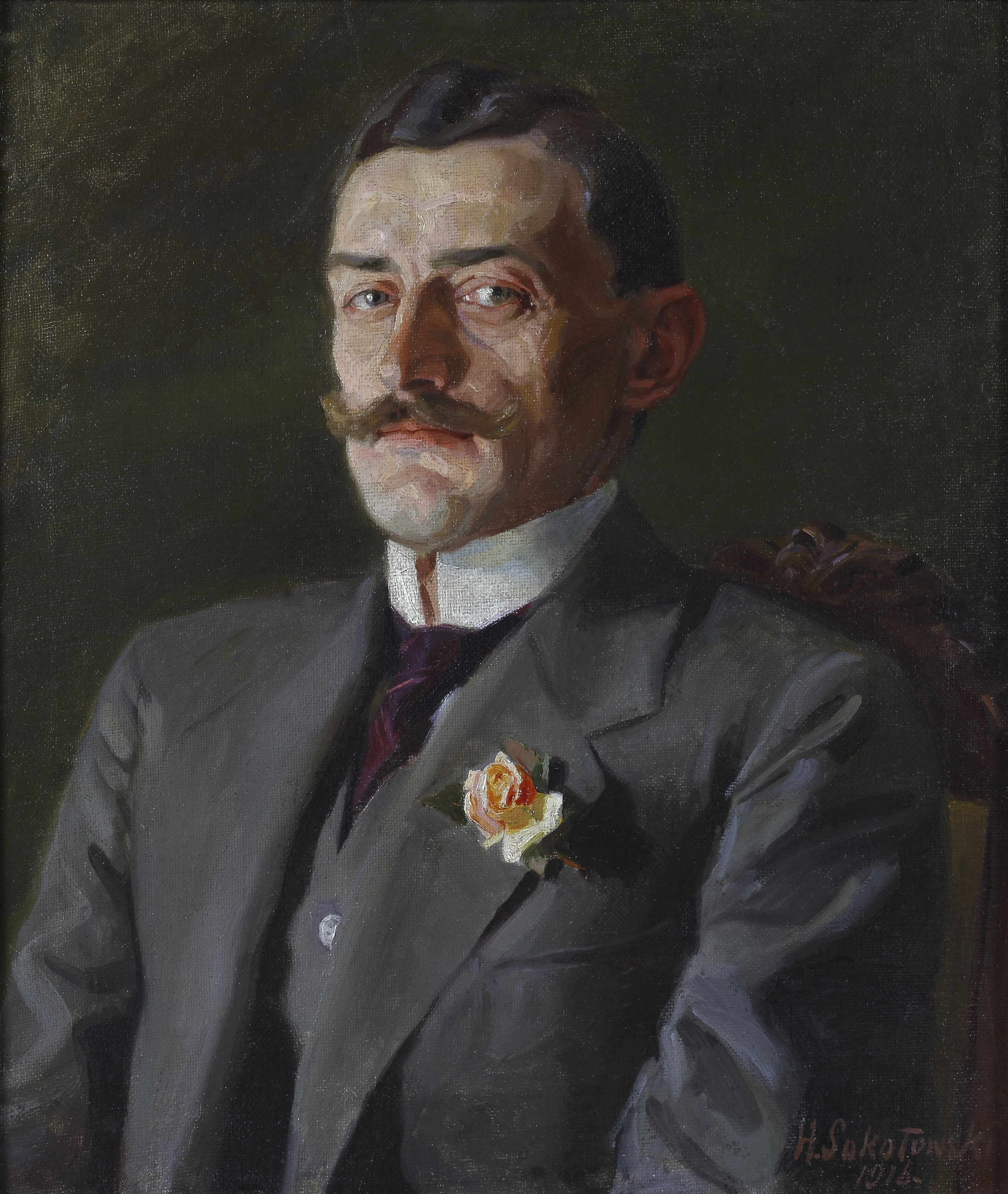
Henryk Sokołowski – portret Bronisława Kretkowskiego z 1916

Henryk Konstanty Sokołowski herbu Pomian (ur. 14 czerwca 1891 w Wysokinie, zm. 27 listopada 1927 we Włocławku) – polski malarz.

## Życiorys
Pochodził ze znanego rodu szlacheckiego, był synem Jana Kantego i Zofii z Czernickich. Dzieciństwo spędził prawdopodobnie w Wysokinie, majątku należącym do jego rodziców. W 1911 rozpoczął studia w warszawskiej Szkole Sztuk Pięknych, w pracowni profesora Stanisława Lentza. Z dokumentów, które zachowały się na uczelni wynika, że przerwał studia po pierwszym semestrze. Można przypuszczać, że kontynuował naukę doskonaląc swój talent na lekcjach prywatnych. W tym względzie należy wziąć pod uwagę jego sprawność warsztatową oraz fakt, że wszystkie obrazy wykazujące pełnię jego umiejętności namalował po 1915.
Dotychczas nie ustalono daty opuszczenia Warszawy przez Henryka Sokołowskiego. Nie wiadomo również, czy po rzuceniu studiów mieszkał stale w tym mieście. Od 1916 przebywał na Kujawach, głównie w posiadłości jego rodziny w Smólsku. Był także jednym z artystów, którzy w czasie I wojny światowej korzystali z gościnności kolekcjonera i miłośnika sztuki Stefana Zygmunta Kretkowskiego, właściciela pałacu w Więsławicach. Przebywając tam m.in. z Henrykiem Stażewskim malował portrety i sporządzał kopie konterfektów przodków Kretkowskich herbu Dołęga. Do dziś zachowała się wykonana przez Sokołowskiego kopia portretu Zygmunta Kretkowskiego, wojewody chełmińskiego. Inne wraz z kilkoma samodzielnymi pracami malarza zaginęły w czasie II wojny światowej. Artysta był również silnie związany z Włocławkiem. Obracał się w kręgach tamtejszej inteligencji, a pod koniec życia podjął w tym mieście pracę jako nauczyciel rysunków w Gimnazjum im. Jana Długosza.
Zmarł przedwcześnie po długiej chorobie. Obecnie nie wiadomo co było przyczyną śmierci. W nekrologu zamieszczonym w ”Życiu Włocławka i Okolicy” podano informację, że Sokołowski był uczniem Wojciecha Kossaka. Dotychczas nie udało się jej potwierdzić. Henryk Sokołowski do końca życia pozostał w stanie kawalerskim, nie miał również potomstwa. Został pochowany na cmentarzu komunalnym we Włocławku.

## Twórczość
Najstarsza zachowana praca Henryka Sokołowskiego powstała w bardzo wczesnym okresie jego życia. Jest nią akwarela Przemarsz wojsk na wojnę rosyjsko-japońską przez Syberię, datowana na lata 1902-1904.
W sposobie malowania portretów autorstwa Sokołowskiego widać wpływ nauczyciela Stanisława Lentza. W scenach batalistycznych tworzonych przez Sokołowskiego zarysowało się oddziaływanie malarstwa Wojciecha Kossaka. Czas spędzony w Potoku, małym folwarku należącym do dóbr Sokołowskich w Smólsku sprzyjał tworzeniu pejzaży - większość z tych, które namalował powstała w tamtejszych okolicach. Sokołowski malował też wizerunki koni i sceny rodzajowe. Jego najbardziej znanym oraz najczęściej wystawianym obrazem jest portret Bronisława Kretkowskiego z 1916 roku. W dniach 7 marca-30 czerwca 2008 w sali wystaw czasowych gmachu Zbiorów Sztuki Muzeum Ziemi Kujawskiej i Dobrzyńskiej miała miejsce pierwsza prezentacja monograficzna jego twórczości. Po latach starań pracowników tej instytucji udało się zgromadzić kolekcję obrazów umożliwiającą przygotowanie wystawy indywidualnej, mającej na celu przypomnienie i ukazanie w szerokim aspekcie talentu twórcy, który do tej pory był ceniony przede wszystkim jako portrecista.